# 1780 en littérature
| Années de la littérature : 1777 - 1778 - 1779 - 1780 - 1781 - 1782 - 1783    |
| Décennies de la littérature : 1750 - 1760 - 1770 - 1780 - 1790 - 1800 - 1810 |

Cet article présente les faits marquants de l'année 1780 en littérature.

## Événements
- 12 septembre : Richard Brinsley Sheridan est élu au Parlement de Grande-Bretagne.

- Johann Jakob Bodmer retrouve, dans l'abbaye souabe de Weingarten, un précieux chansonnier enluminé du début du XIVe siècle et le professeur de Zurich Leonhart Meister en publie quelques extraits[1] ; c'est le point de départ du regain d'intérêt pour la poétique médiévale des Minnesänger et l'étude du moyen haut allemand, qui est notamment poursuivie par Lachmann après 1820.

## Parutions
- Table analytique et raisonnée des matières contenues dans les XXXIII volumes in-folio du Dictionnaire des sciences, des arts et des métiers, vol. 1, Paris, Amsterdam, Panckoucke, Marc-Michel Rey, 1780 (présentation en ligne), en deux tomes. Ces deux derniers volumes du Supplément à l'Encyclopédie portent à 35 le nombre total de volumes consacrés à l'ouvrage
- Gotthold Ephraim Lessing, Die Erziehung des Menschengeschlechts, Berlin, Voß, 1780 (présentation en ligne) (« L’Éducation du genre humain »).
- Étienne Bonnot de Condillac, La Logique : ou Les premiers développements de l'art de penser, Paris, L'Esprit et de Bure l'aîné, 1780 (présentation en ligne).

- Christoph Martin Wieland, Oberon, Weimar, Hoffmann, 1780 (présentation en ligne), poème épique en quatre chants.
- Herbert Croft, Love and Madness (en) : a story too true, in a series of letters between parties, whose names would perhaps be mentioned, were they less known, or less lamented, London, Printed for G. Kearsly, 1780 (présentation en ligne) (« Amour et folie »), roman.

## Naissances
- 11 février – Karoline von Günderode, poétesse allemande romantique († 26 juillet 1806).
- 1er juin : Carl von Clausewitz, essayiste prussien († 16 novembre 1831)